# Novi pazar (obchtina)
Pour les articles homonymes, voir Novi Pazar.
Novi pazar (bulgare : Никола Козлево) est une obchtina de l'oblast de Choumen en Bulgarie.